# Огюст Пикар
Огюст Антоан Пикар (Auguste Antoine Piccard) е швейцарски физик, изобретател и изследовател.

## Биография
Роден е на 28 януари 1884 г. в Базел, Швейцария, заедно със своя брат-близнак Жан. Като дете показва интерес към науката. Завършва Цюрихската политехника. Назначен е за професор по физика в Брюкселския свободен университет през 1922 г., като през същата година се ражда и синът му Жак. Участва в Солвеевия конгрес през 1927.

### Експерименти с аеростати и батискафи

#### Пределни височини
През 1930 г. неговият интерес към балоните и интересът му към изследванията на горните слоеве на атмосферата го докарват до идеята да построи сферична алуминиева херметизирана „гондола“- аеростат, с която да се издигне в атмосферата без да има нужда от специален костюм. Изследванията му са спонсорирани от Белгийския фонд за научни изследвания.
На 27 май 1931 г. Пикар и Пол Кипфер се издигат в горните слоеве на атмосферата с конструирания от Пикар апарат, край Аугсбург, Германия, и достигат до рекордна височина от 15 785 m. По време на полета Пикар прави измервания на горните слоеве на атмосферата и наблюдава космически лъчи. На 18 август 1932 г., Пикар и Макс Козинс поставят нов рекорд от 16 200 m, излитайки от Дюбендорф, Швейцария. В крайна сметка осъществява 27 полета, като се издига на максимална височина от 23 000 m.

#### Пределни дълбочини
В средата на 30-те години на ХХ век, интересите на Пикар се насочват към океана, след като осъзнава, че с някои промени херметичната кабина на височинния му балон може да се използва за спускания в океанските дълбини. Към 1937 г. вече е конструирал малка стоманена гондола, издържаща на голямо външно налягане. Започва строеж, но е прекъснат от избухването на Втората световна война. Продължавайки работата си през 1945 година, Пикар завършва подобния на мехур кокпит, който поддържа нормално за човека налягане в капсулата, дори когато налягането на водата отвън достига над 450 атмосфери. Над тежката стоманена капсула е прикрепен голям резервоар-поплавък, който трябва да се напълни с течност с ниска плътност, за да осигури плавателност, тъй като течностите са относително несгъстяеми, осигурената от тях плаваемост не намалява значително с увеличаването на налягането, затова и поплавъкът бива напълнен с бензин. За да се потопи така полученият съд с положителна плаваемост, той бива утежнен с тонове желязо. Готовият апарат бива наречен FNRS-2 и прави няколко безпилотни гмуркания през 1948 г., преди да бъде предаден на френския военноморски флот през 1950 г. Със същата машина, но преустроена, през 1954 г., човек се спуска на дълбочина от 4176 m.
Използвайки опита си с FNRS-2, Пикар и синът му Жак построяват подобрения батискаф „Триест“. Жак Пикар се спуска няколко пъти с него, от 1954 до 1957 година, когато продава машината на американската флота за $250 000, които по-късно го използват, за да достигнат дъното на Марианската падина.
Пикар умира на 24 март 1962 година в Лозана на 78-годишна възраст.

### Издания във Франция
- Au-dessus des nuages, Éditions Grasset, Paris, 1933.
- Entre ciel et terre. Réalités - visions d'avenir, 1946.
- Au fond des mers en Bathyscaphe, Arthaud, 1954.
- Au seuil du cosmos, Médiations Poche éd., 1963.
- Au seuil du cosmos, Éditions Denoël, 1964.

### Издания в Германия
- Auf 16.000 Meter. Meine Fahrten in die Stratosphäre, предговор от Giuseppe Motta, 1933.
- Zwischen Erde und Himmel. Tatsachen, Zukunftstraume, 2 издание, 'Unser Zeitalter', 1946.